# Tabanus strix
Tabanus strix är en tvåvingeart som beskrevs av Szilady 1923. Tabanus strix ingår i släktet Tabanus och familjen bromsar. Inga underarter finns listade i Catalogue of Life.